# Блэк, Джимми Карл
Джимми Карл Блэк (англ. Jimmy Carl Black, урожд. Джеймс Карл Инканиш младший англ. James Carl Inkanish Jr.; 1 февраля 1938 — 1 ноября 2008) — барабанщик и вокалист оригинального состава The Mothers of Invention. С 1964 по 1969 год играл и записывался с группой вплоть до роспуска Фрэнком Заппой оригинального состава.

## Музыкальная карьера (1960-е — 1990-е)
Родившийся в Эль-Пасо, штат Техас, Джимми Карл Блэк был индейского происхождения, что он всегда подчеркивал. Свою ставшую крылатой фразу: «Привет, мальчики и девочки, меня зовут Джимми Карл Блэк и я индеец группы», — он произнес на диске «We’re Only in It for the Money» (1968) (фразу можно услышать в композициях «Are You Hung Up?» и «Concenration Moon»). На обложках дисков Mothers обычно сообщалось, что Блэк отвечал за «ударные, вокал и бедность».
Также он снялся в фильме Фрэнка Заппы 200 Motels, где исполнил песню «Lonesome Cowboy Burt». Джимми Карл Блэк также провёл несколько выступлений с Фрэнком Заппой в 1975 и 1980 годах, а также появился в качестве приглашенного вокалиста на композиции «You Are What You Is» на его альбоме You Are What You Is (1981).
Джимми Карл Блэк о Фрэнке Заппе:
Я бы сказал ему, что  ценю его дружбу через долгие годы, и что я многому научился от него. Я действительно любил Фрэнка, как брата.
В семидесятые гастролировал вместе с Captain Beefheart & The Magic Band и с Geronimo Black, которую он основал вместе с ещё одним бывшим участником The Mothers, — саксофонистом Банком Гарднером. В восьмидесятые вместе с тем же Банком Гарднером и клавишником Доном Престоном создаёт The Grandmothers с участием прочих музыкантов игравших раньше с Заппой, но группа вскоре распалась. Вскоре Джимми переехал в Остин, где встретился с английским певцом и музыкантом Артуром Брауном. Дуэтом они выпустили альбом, состоящий из классических ритм-н-блюзовых стандартов Black, Brown and Blue и также выступили вместе. В 1993 году Джимми перебрался в Европу, где он реформировал The Grandmothers вместе со своими давними соратниками: Доном Престоном, Банком Гарднером и с новыми участниками; голландским басистом Айнером Блэйдзиппером и итальянским гитаристом Сандро Оливией.

## 1990-е — 2008
Джимми Карл Блэк выступал в качестве приглашённого музыканта с Muffin Men (трибьют-группа, основанная в Ливерпуле и исполняющая репертуар Фрэнка Заппы), с Джоном Ларсеном.
В 2001 году участник группы Steely Dan Уолтер Беккер, спросив собравшихся, кто помнит оригинального барабанщика группы The Mothers of Invention, безуспешно пытался номинировать Блэка в Зал славы рок-н-ролла, в качестве одного из основателей данного коллектива.
В 2007 году на аудионосителях вышла автобиография Джимми Карл Блэка под названием The Jimmy Carl Black Story, выпущенная Джоном Ларсеном.
В августе 2008 года у Джимми был диагностирован рак лёгких. Через три месяца, — 1 ноября 2008 года он скончался в Германии в городе Зигсдорф. Концерты памяти Блэка состоялись 9 ноября 2008 года в Bridgehouse II в Лондоне и 7 декабря 2008 года в Crown Valley, штат Калифорния. У него осталась жена Моника, трое сыновей и две дочери.

## Хронология коллективов
- The Keys (1962 — ?)
- The Soul Giants (1964)
- The Mothers of Invention (1964—1969)
- Geronimo Black (1970—1973)
- The Mesilla Valley Loboys (конец 1970-х)
- The Grandmothers (1980)
- Jimmy Carl Black and the Mannish Boys (1987)
- Brown, Black & Blue (совместно с Артуром Брауном) (1988)
- The Jack & Jim Show (совместно с Юджином Чадборном, 1991—1994, 2007)
- The Farrell and Black Band (1995)
- The Muffin Men (1992)
- Sandro Oliva & the Blue Pampurio’s (1996 onwards)
- Jon Larsen's Strange News From Mars Band (2006—2008)

## Дискография
The Mothers of Invention
- Freak Out! (1966)
- Absolutely Free (1967)
- We're Only in It for the Money (1967)
- Cruising with Ruben & the Jets (1968)
- Uncle Meat (1969)
- Mothermania: The Best of the Mothers (1969) − сборник
- Burnt Weeny Sandwich (1970)
- Weasels Ripped My Flesh (1970)
- 200 Motels (1971)
- Ahead of Their Time (1993)

Frank Zappa
- Lumpy Gravy (1967)
- Confidential (1974) − концертный альбом
- Remington Electric Razor (1980) − концертный альбом
- You Are What You Is (1981)
- The Supplement Tape (1990) − сборник
- Tis the Season to Be Jelly (1991) − концертный альбом
- The Ark (1991) − концертный альбом
- Our Man in Nirvana (1992) − концертный альбом
- Electric Aunt Jemima (1992) − концертный альбом
- Lost Episodes (1996) − сборник
- Cheap Thrills (1998) − сборник

Сольные работы
- Clearly Classic (1981)
- A Lil' Dab’l Do Ya (1987) − группа Jimmy Carl Black & Mannish Boys
- When Do We Get Paid? (1998)
- Drummin' the Blues (2001)
- Is Singin' the Blues (2002)
- Hamburger Midnight (2002) − группа BEP (Jimmy Carl Black, Roy Estrada and Mike Pini)
- Mercedes Benz (2003) − под названием Jimmy Carl Black & the X-Tra Combo
- Indian Rock Songs from Jimmy Carl Black (2005) − концертный альбом
- How Blue Can You Get? (2006)
- Where’s the $%&#@ Beer? (2008)
- I Just Got in from Texas (2008) − под названиемChris Holzhaus, Jimmy Carl Black & Louis Terrazas
- Can I Borrow a Couple of Bucks Until the End of the Week? (2008)
- I’m Not Living Very Extravagantly, I’ll Tell You for Sure… (2008)
- Where’s My Waitress? (2008)
- If We’d All Been Living in California… (2008)
- Black/Brown/Stone (2009) − под названием Jimmy Carl Black, Steven De Bruyn & Jos Steen
- Live All-Stars (2009) − концертный альбом − под названием Jimmy Carl Black & the Route 66 All-Star Blues Band
- More Rockin' Blues (2009) − под названием Jimmy Carl Black & the Route 66 All-Star Blues Band
- Live in Steinbach (2009) − концертный альбом − под названием Jimmy Carl Black, Mick Pini & Uwe Jesdinsky